# Eugenio Mele
Eugenio Mele (Napoli, 1875 – Napoli, 1969) è stato un ispanista e traduttore italiano.
Seppe coniugare acume critico e ricerca filologica. Fu legato da amicizia a Benedetto Croce, che gli dedicò La Spagna nella vita italiana durante la Rinascenza, e collaborò a «Napoli nobilissima».